# Livvagt
 "Bodyguard" omdirigeres hertil. For andre betydninger af Bodyguard, se Bodyguard (flertydig).
 Der er for få eller ingen kildehenvisninger i denne artikel, hvilket er et problem. Du kan hjælpe ved at angive troværdige kilder til de påstande, som fremføres i artiklen.

Livvagt er en vagt med ansvar for en persons liv og sikkerhed. Det kan være civile eller militære sikkerhedsvagter, men også politifolk, som optræder enkeltvis eller i en gruppe. Livvagter omgiver truede eller udsatte personer, først og fremmest højtstående eller berømte mennesker, særligt politiske ledere, statsoverhoveder og kongelige, og skal beskytte dem mod angreb, kidnapning, drab og andre trusler om vold og forstyrrelser. En militær enhed af livvagter bliver ofte kaldt en livgarde. Livvagter for kendisser og andre bliver også omtalt med den engelske betegnelse bodyguard.
Livvagt eller bodyguard er en ofte anvendt betegnelse men også betegnelser som special agent, CPO mm. bliver anvendt i stor udstrækning. I Danmark er det ofte ordet livvagt der bliver anvendt. For at blive livvagt kræves det at man tager en livvagtsuddannelse. Livvagtsuddannelsen kan tages igennem forsvaret, politiet eller hos et privat sikkerhedsfirma. På verdensplan er Amerikanske XE Services (tidligere Blackwater) og europæiske Aegis nogle af de største udbydere. I forhold til livvagtsuddannelse gennem private virksomheder findes der mange forskellige aktører i alle lande.
En livvagt skal udover alle de faglige kompetencer også have kendskab til økonomi, etikette, almen viden, gældende love og regler mm. Livvagten arbejder ofte alene eller i mindre teams hvorfor der kræves stor selvstændighed og evne til at tage ansvar.
Livvagter har været anvendt i mange år, men kom for alvor frem i lyset i 1970erne – 1980erne. Terrororganisationer som RAF gjorde det nødvendigt at øge den personlige sikkerhed omkring fremtrædende personer.

## Danske forhold
For at kunne arbejde som civil livvagt i et autoriseret vagtfirma (ikke ansat hos forsvaret eller politiet) kræver det jævnfør dansk lov om vagtvirksomhed et seks ugers grundlæggende vagtkursus på en teknisk skole. Dette kursus indeholder dog ikke undervisning i personbeskyttelse men giver ret til at arbejde i et vagtfirma med livvagt autorisation fra politiet, såfremt medarbejderen kan blive sikkerhedsgodkendt hos politiet og få udstedt et vagtkort.
De livvagter som tager sig af kongehuset, regeringen, m.fl. kommer fra Sikkerhedsafdelingen i PET. Arbejdet som livvagt i PET er dramatiseret i tv-serien Livvagterne. og i bogen "I Majestætens hemmelige tjeneste" af forfatter og tidligere livvagt Jesper Palm Lundorf. I bogen skildres livvagternes arbejdsdag, træning og udfordringer; Bogen er ikke en fagbog, men en selvbiografi .
Det er dog ikke kun PET, som varetager livvagtsopgaver i Danmark. Der findes en del private sikkerhedsfirmaer i Danmark, som tilbyder lignende tjenester, samt kurser i sikkerhedsrelaterede emner. Flere af disse firmaer drives af tidligere militærfolk som skilter med erfaring inden for sikkerhed og livvagtsservice.

## Eksterne kilder og henvisninger
1. ↑  Sikkerhedsafdelingen Arkiveret 10. december 2006 hos  Wayback Machine på PETs hjemmeside
2. ↑  Om Livvagterne Arkiveret 21. januar 2010 hos  Wayback Machine på dr.dk
3. ↑  I Majestætens hemmelige tjeneste (Webside ikke længere tilgængelig) fra forlaget Lindhardt & Ringhoff

- Wikimedia Commons har flere filer relateret til Livvagt

| Job | Spire Denne artikel om et job eller en stillingsbetegnelse er en spire som bør udbygges. Du er velkommen til at hjælpe Wikipedia ved at udvide den. |